# غار حسین‌آباد
غار حسین‌آباد مربوط به دوران فرادیرینه‌سنگی است و در شهرستان شیراز، بخش زرقان، دهستان بند امیر، ۲ کیلومتری غرب روستای حسین‌آباد واقع شده و این اثر در تاریخ ۳۰ بهمن ۱۳۸۶ با شمارهٔ ثبت ۲۰۷۵۶ به‌عنوان یکی از آثار ملی ایران به ثبت رسیده است.